# الاتحاد الدولي للفنون القتالية

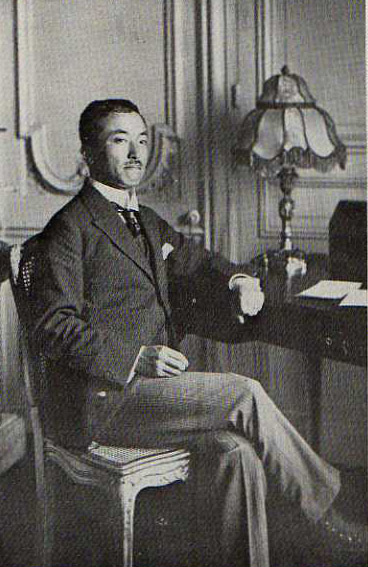
الأمير Higashikuni، لحظة توليه رئاسة الاتحاد

الاتحاد الدولي لفنون القتالية. (بالإنجليزية: International Martial Arts Federation)‏، اُسس في عام 1952، هو أقدم وأعرق اتحاد فنون قتالية. ويرأسه حاليا الأمير ياسوهيسا طوكوغا(Yasuhisa Tokuga) سليل آخِر شوغون اليابان، توكوغاوا يوشينوبو (1837-1913).
مقره الرئيسي في طوكيو، و تمثل 17 دولة من جميع أنحاء العالم.
أعضاء العائلة الإمبراطورية هي المفوض إليها منح الألقاب التالية: رونشي، كيوشي، هانشي، و ماجين.

## الرؤساء المتعاقبين
- الأمير كايا تسونينوري (Kaya Tsunenori)
- الأمير (Naruhiko Higashikuni)
- الأمير أزوهيزا توكوغاوا (asuhisa Tokugawa)

## الأعضاء المؤسسين في 1952
- (Kyūzō Mifune) (هانشي) (ماجين)جودو
- (Kazuo Ito)، (هانشي)، (ماجين)، جودو
- (Shizuya Sato)، (هانشي)، (ماجين)، جو جيتسو
- (Hakudo Nakayama)، (هانشي)، (ماجين)، كندو
- (Hiromasa Takano)، كندو
- (Hironori Ōtsuka)، (ماجين)، كاراتيه دو

## أعضاء آخرين من 1952 إلى يوم
- غوجين ياماغوتشي (Gogen Yamaguchi)، هانشي، كاراتيه دو
- هيروكازو كانازاوا(Hirokazu Kanazawa)، هانشي ، (ماجين)، كاراتيه دو
- كازو ساكاي(Kazuo Sakai)، (هانشي)، كاراتيه دو
- كاتسو ياماغوتشي(Katsuo Yamaguchi)، هانشي، و(ماجين)، إيايدو
- كيشوماري أيوشيبا، الأيكيكاي، أيكيدو، نجل مؤسس الأيكيدو، موريهيه أويشيبا
- مينورو موشيزوكي، هانشي، أيكيدو
- كاتسو ياماغوتشي، هانشي، إيايدو
- كينجي توميكي، هانشي، أيكيدو
- جوزو شيودا، هانشي أيكيدو
- (Tadao Ochia)هانشي، إيايدو
- (Seirin Tsumaki)هانشي، الكوبودو
- (Terukata Kawabata)هانشي، كوبودو

## روابط خارجية
- (بالإنجليزية) Site officiel
- (بالإنجليزية) Portraits de Meijin sur le site de l'IMAF
- (بالإنجليزية) Kokusai Budoin newsletter.